# غرور و تعصب و زامبی‌ها (فیلم)
غرور و تعصب و زامبی‌ها (به انگلیسی: Pride and Prejudice and Zombies) یک فیلم آمریکایی ترسناک، اقتباسی و کمدی است که بر اساس رمانی به همین نام توسط شیث گراهام اسمیت که با تقلید از رمان غرور و تعصب نوشته جین آستن می‌باشد، به کارگردانی بار استیرز ساخته شده‌است.

## خلاصه داستان
موضوع فیلم مانند نسخه اصلی غرور و تعصب در قرن نوزدهم اتفاق می‌افتد و داستان آن کاملاً مشابه داستان اصلی کتاب نوشته جین آستن است، با این تفاوت که خواهران بنت همگی در استفاده از شمشیر و هنرهای رزمی برای کشتن زامبی‌ها مهارت دارند.
در اوایل قرن ۱۹ انگلستان، خواهران بنت -الیزابت (لیلی جیمز)، جین (بلا هیتکوت)، کیتی (سوکی واترهاوس)، لیدیا (الی بامبر) و مری (میلی بردی)- همگی به دستور پدرشان در چین برای استفاده از سلاح و هنرهای رزمی آموزش دیده‌اند تا بتوانند از خود دربرابر زامبی‌ها دفاع کنند. اما خانم بنت (سالی فیلیپس)تنها می‌خواهد دخترانش با مردانی ثروتمند ازدواج کنند. بنت‌ها به یک مراسم رقص می‌روند که خانواده ثروتمند بینگلی نیز در آن حضور دارد. در این مراسم، بینگلی جوان و زیبا (داگلاس بوث) عاشق جین می‌شود. چارلز بینگلی فرد بسیار ثروتمندی است که شایعه شده ده هزار پوند به او ارث رسیده‌است. وقتی زامبی‌ها به مرام رقص حمله می‌کنند، خواهران بنت با آن‌ها مبارزه می‌کنند و کلنل دارسی (سم رایلی) شیفته الزایت می‌شود. بعداً در راه خانه بینگلی‌ها، یک زامبی به جین حمله کرده و او تب می‌کند اما بعداً بهبود می‌یابد.
پارسون کالینز غیرقابل تحمل (مت اسمیت) به دیدار بنت‌ها رفته و از الیزابت خواستگاری می‌کند اما بیان می‌کند که الیزابت باید از جنگجویی دست بردارد. الیزابت جواب منفی می‌دهد. سپس با یک سرباز جذاب به نام ویکام (جک هوستون) ملاقات کرده و قرار می‌شود در مراسمی دیگر باز همدیگر را ببینند. آن‌ها با هم به کلیسایی می‌روند که پر از زامبی‌هایی ات که به جای مغز انسان، از مغز خوک تغذیه می‌کنند و رفتاری عادی دارند. ویکام عقیده دارد در اینصورت، انسان‌ها و زامبی‌ها می‌توانند در صلح کنار هم زندگی کنند. سپس از الیزابت می‌خواهد باهم فرار کنند و ازدواج کنند اما او نمی‌پذیرد. الیزابت می‌فهمد که دارسی بینگلی‌ها را قانع کرده که از آنجا بروند تا جین از بینگلی دور شود. زمانی که دارسی از الیزابت خواستگاری می‌کند، الیزابت عصبانی می‌شود و با او دعوا می‌کند.
بعداً دارسی نامه‌ای برای عذرخواهی به الیزابت می‌نویسد. او اشاره می‌کند که جین و بینگلی را از هم دور کرد چون می‌ترسید جین تنها بخاطر ثروت، با او ازدواج کند. به‌علاوه بیان می‌کند که از کودکی با ویکام دوت بوده و احتمالاً ویکام پدر دارسی را کشته، ارثیه اش را بر باد داده، بدنبال اخاذی از ملک دارسی بوده و سعی کرده با خواهر کوچک دارسی فرار کند. الیزابت می‌فهمد که ویکام، لیدیا را گرفته و لندن به دست زامبی‌ها افتاده ات. دارسی لیدیا را نجات می‌دهد و می‌فهمد ویکام با سوءاستفاده از زامبی‌های متمدن، سعی دارد یک ارتش از آن‌ها بسازد که بر اساس نقشه‌هایش لندن و بعد دنیا را اداره کند. دارسی به زامبی‌ها مغز انسان می‌دهد تا وحشی شوند و نقشه یکام برهم بخورد.
دارسی با ویکام مبارزه کرده و ضربه‌ای به سینه اش می‌زند اما معلوم می‌شود که او نیز زامبی بوده و با مغز خوک حالت انسانیش را حفظ کرده ات. الیزابت دارسی را نجات می‌دهد. آن‌ها از پل رد می‌شوند و ارتش آن را خراب می‌کند تا زامبی‌ها نتوانند از لندن خارج شوند. دارسی در انفجار زخمی شده و الیزابت عشقش را به او اظهار می‌کند. بعد از بهبودی، دارسی دوباره از الیزابت خواستگاری کرده و هم‌زمان با بینگلی و جین ازدواج می‌کنند.
در صحنه‌ای کوتاه، ویکام گروهی زامبی را به سوی مراسم عروسی هدایت می‌کند؛ درحالیکه پشت سرشان چهار سوار آخرالزمان در حرکت است. دنباله این فیلم ۲۶ اپریل سال ۲۰۲۲ اکران می‌شود

## بازیگران
لیلی جیمز، سام رایلی، جک هیوستون، بلا هیتکوت، داگلاس بوث، مت اسمیت، چارلز دنس، لینا هیدی، جونو تیمپل، فردی فاکس، تیل شوگر، اورلاندو بلوم، کریستوف والتس، اشلینگ لافتوس